# Primitiu Pardàs i Font
Primitiu Pardàs i Font (Barcelona, 9 de novembre del 1828 - ibídem, 20 d'octubre del 1897) va ser compositor, professor de música, pianista i organista en la Barcelona del segle xix.

## Biografia

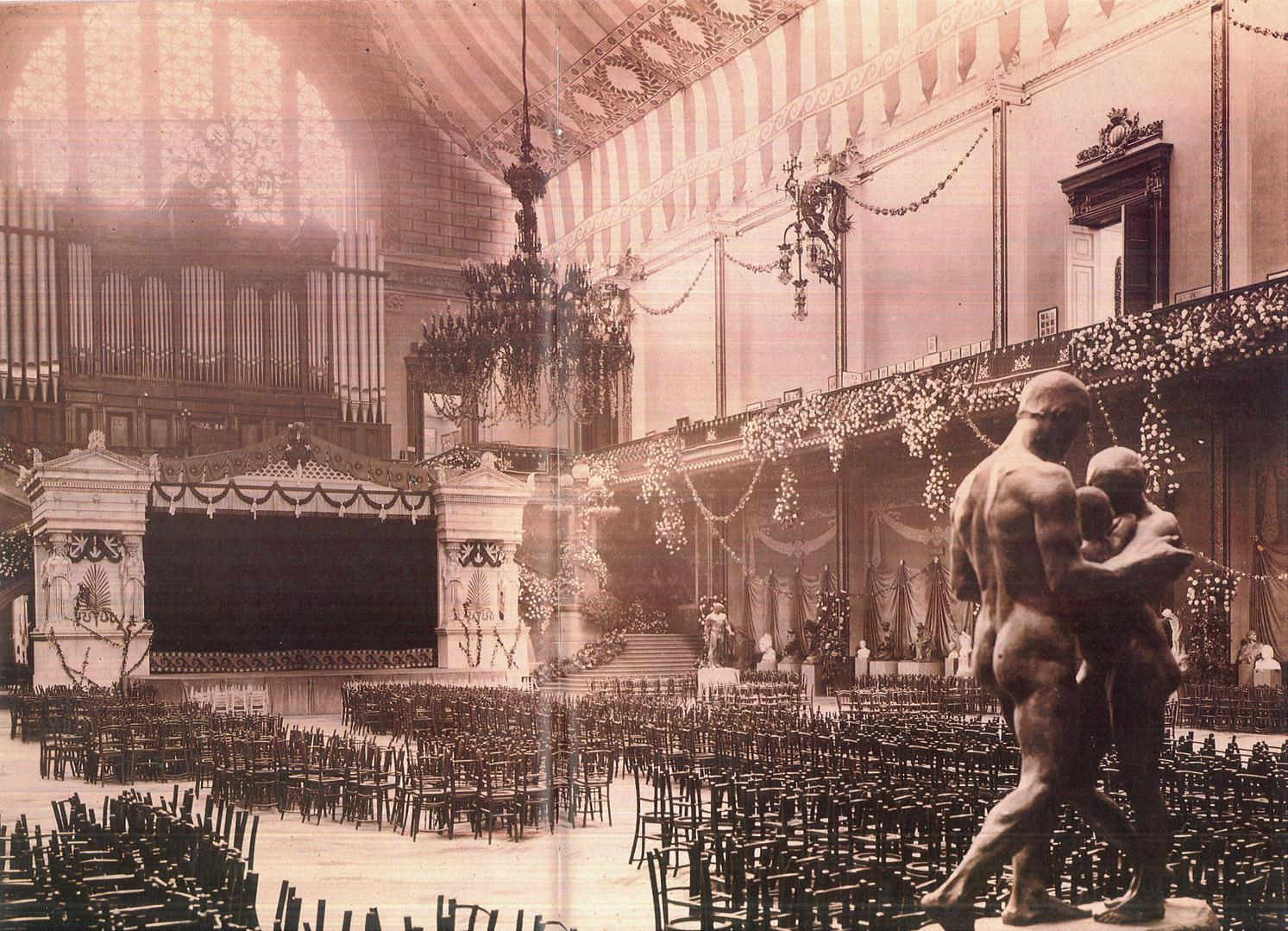
Interior del Palau de les Belles Arts el 1911. Al fons es pot veure el gran orgue inaugurat el 1888.

Fill de Rafael Pardàs i Esperança Font, Primitiu Pardàs es formà musicalment com a escolà de la capella de música de la Catedral de Barcelona, i amb Ignasi Ayné i Vila (amb qui estudià piano fins a la mort d'aquest, el 1840), fra Joan Quintana (amb qui estudià orgue durant tres anys) i Bernat Calvó Puig i Capdevila; es destaca que també rebé lliçons de Thalberg i de Liszt en l'any 1845 quan aquests passaren per Barcelona. Va ser en aquest període quan adquirí una gran fama com a concertista de piano deguda en gran part a la seva habilitat per improvisar. Va ser organista de les esglésies barcelonines de Sant Francesc de Paula (1842), Sant Pere de les Puel·les, de Santa Maria del Pi (1845-1853, en un càrrec on l'havien precedit Joan Quintana, fins al 1842, i Bernat Puig, del 1842 al 1844) i, des del 1855, ho fou de Santa Maria del Mar fins a la seva mort. El 1888 va ser escollit organista de l'Exposició Universal de Barcelona i tocà repetidament en el gran orgue del Palau de les Belles Arts.
Va ser compositor de música sacra i fou autor d'un mètode de solfeig. Entre els seus deixebles tingué el compositor Melcior Rodríguez d'Alcàntara i Elias i els organistes Josep Maria Comella i Fàbrega i Valentí Faura (futur organista de la basílica del Pilar de Saragossa).
Va morir a causa d'una angina de pit el 20 d'octubre de 1897 a Barcelona. La inscripció de defunció indica que en el moment de la seva mort era vidu d'Eulàlia Valls i que va morir als 67 anys, una edat que no es correspon a la data coneguda del seu naixement.
La majoria de les seves obres es troben avui en dia a l'Arxiu de la Catedral de Barcelona.

## Obres
- Dolor y plegaria (1883), lletra recitada de Victoria Peña de Amer i acompanyament de piano
- La estrella de Oriente, villancico. Enregistrament en disc "de pedra" per la soprano Gaietana Lluró i orquestra (International Talking Machine, ca 1922)
- Himne a la Mare de Déu de la Mercè
- Himno catalán (1860), cançó amb lletra del Tamboriner del Fluvià (Pau Estorch i Siqués) i acompanyament de piano, dedicat als voluntaris catalans que anaven a la guerra d'Àfrica
- Missa coral de Rèquiem (1882), que Pardàs compongué en la mort de la seva primera esposa, Eulàlia Valls (la segona, Jacinta Isabel Estela, morí el 1927)
- Rosario pastoril
- Lo trench del alba en Montserrat (1879), per a veu i piano amb lletra de Josep Torres
- Las vestales, per a cor i orgue

### Obres més destacades
- Alabanzas
- Himne a la Verge de la Merced
- Himne a la Verge del Pi
- Rosari pastoril y Salve

### Obres per a piano
- La aldeana y el pajarito (1886), masurca
- Antojos de poeta (ca 1870), masurca
- Crich-crach (1876), polca
- Hija y ángel (1886), masurca
- Ilusiones candorosas (1886)
- Nocturn
- Pot-pourri, capricho sobre aires nacionales (ca 1890, partitura reeditada diverses vegades)
- Quejas melosas, inspiración (1886)
- Somnis daurats (1886), nocturn
- El triunfo de Alcolea, marcha nacional española (ca 1875)

### Obres per a orgue
- Alabanzas
- Fiesta campestre
- Impromptu (1888)
- Lamentos
- Marcha nupcial
- Marcha triunfal
- Solo de trompa angélica
- Scherzo
- Sueños infantiles

## Gravacions
- Disc compacte En un saló català, música del segle xix per a piano, interpretat per Melani Mestre (Barcelona: La mà de guido, 2005, ref. MG100). Reedició de l'LP de l'any 2000 Música catalana per a piano del mateix editor. Comprèn el Nocturn de Pardàs
- Disc compacte Antologia de la Música Catalana 9 (Barcelona: Enciclopèdia Catalana, 2005). Comprèn Somnis daurats de Pardàs